# McKinney Russell
McKinney Hearn Russell (* 28. Mai 1929 in New York City; † 17. Februar 2016) war ein US-amerikanischer Journalist und Diplomat.

## Leben
McKinney Russell besuchte die Midwood High School in Brooklyn und wurde 1950 an der Yale University Bachelor of Arts der Russistik.
Von 1951 bis 1953 war er bei der US-Armee als Refugee resettlement field director beschäftigt. 1951 hatten Eugene Lyons und William J. Casey die American Friends of Russian Freedom zum Verbreiten für Operative Information gegründet. Der Name war von Der Society of Friends of Russian Freedom entliehen, welche 1880 und 1905 gegen das Zarenreich Öffentlichkeitsarbeit durchführte. Das Ziel der American Friends of Russian Freedom war es Soldaten der Roten Armee, vor allem in Berlin, zur Fahnenflucht zu bewegen. Russell wurde von American Friends of Russian Freedom als Journalist beschäftigt und war als US-Vice-Consul in München akkreditiert, wo er von 1955 bis 1962 Radio Free Europe leitete. Im September 1959 als Nikita Sergejewitsch Chruschtschow die USA besuchte begleitete ihn Russell. Als Radio Free Europe eine Rede von Chruschtschow sendete, unterbrachen die sowjetischen Störsender ihre Arbeit. Auch die Schuhklopfrede vom 12. Oktober 1960 im UN-Hauptquartier sendete Radio Free Europe. Am 21. und 22. Juni 1962 wurde Russell, nachdem er Balalaikamusik gehört hatte, im Rahmen der Schwabinger Krawalle von der Münchner Stadtpolizei mit Gummiknüppeln geschlagen.
Von 1963 bis 1964 war Russell in Léopoldville Sprecher der US-Botschaft unter Edmund Asbury Gullion. In Stanleyville verübten 1964 Simba-Rebellen ein Massaker, entführten Martin Bormann junior und gaben damit den Anlass zu den Operationen Dragon Rouge und Dragon Noir.
Von 1964 bis 1967 war er für United States Information Agency Beamter für Öffentlichkeitsarbeit, führte bei Dokumentarfilmen Regie und redigierte die Zeitschrift Topic. 1966 reiste er durch Afrika.
Von 1967 bis 1969 war er für die United States Information Agency, die Voice of America bei der Europa-Abteilung, welche für die Hemisphäre der Sowjetunion ein Rundfunkprogramm in russischer Sprache sendete.
In diese Zeit fiel der Prager Frühling.
Von 1969 bis 1971 war er an der US-Botschaft in Moskau als Kultur-Attaché akkreditiert. Seit 1959 gehörten zum Kulturprogramm der US-Botschaft in der Sowjetunion thematisch und örtlich wechselnde Ausstellungen mit der Bezeichnung American Exhibit. Russell betreute eine solche Wanderausstellung zum Thema Bildung in den USA. Auf Wunsch des sowjetischen Außenministeriums berief das Außenministerium der Vereinigten Staaten, den Kulturattaché Russell ab.
Von 1971 bis 1975 war er an der US-Botschaft in Bonn Public Affairs officer (PAO).
Von 1975 bis 1976 berichtete er im Rahmen von Fortbildungsveranstaltungen von den Auswirkungen des Jom-Kippur-Krieges auf Japan.
Von 1976 bis 1978 war er stellvertretender Leiter der Abteilung Film für Fernsehanstalten, der United States Information Agency.
Von 1978 bis 1982 war er an der US-Botschaft in Brasília Public Affairs officer.
Von 1982 bis 1985 war er an der US-Botschaft in Madrid Public Affairs officer und betreute das örtliche Fulbright-Programm. Zu den politischen Themen in Spanien gehörten die Grupos Antiterroristas de Liberación und die Auseinandersetzung um ein Referendum zum Verbleib Spaniens in der NATO.
Von 1985 bis 1987 studierte er Hochchinesisch am Foreign Service Institute in Taiwan.
Von 1987 bis 1991 war er unter Winston Lord und James R. Lilley an der US-Botschaft in Peking als Kultur-Attaché akkreditiert und betreute die US Cultural Centers. In dieser Zeit fand das Tian’anmen-Massaker statt.
Von 1991 bis 1993 wurde er in der Personalabteilung der United States Information Agency beschäftigt.
1993 besuchte er die Fletcher School, wo er 1994 lehrte.
2016 starb McKinney Russell. Er hinterließ eine Tochter, zwei Söhne und zwei Brüder. Seine Ehefrau Lydie Russell war vor ihm verstorben.